# Brue-Auriac
Brue-Auriac é uma comuna francesa na região administrativa da Provença-Alpes-Costa Azul, no departamento de Var. Estende-se por uma área de 36,73 km². Em 2010 a comuna tinha 1 418 habitantes (densidade: 38,6 hab./km²).